# Czarna (obwód grodzieński)
Czarna (biał. Чорная, Czornaja; ros. Чёрная, Czornaja) – chutor na Białorusi, w obwodzie grodzieńskim, w rejonie korelickim, w sielsowiecie Jeremicze.

## Historia
Współczesny chutor położony jest w miejscu dawnej osady Wysoka Górka. Ówczesne zabudowania Czarnej nie zachowały się, a nazwa została przeniesiona na pobliską miejscowość Wysoka Górka. Między dawnymi zabudowaniami Czarnej a Wysoką Górką mieściła się osada Uhły Czarne.
W dwudziestoleciu międzywojennym Wysoka Górka i Czarna leżały w Polsce, w województwie nowogródzkim, w powiecie stołpeckim, w gminie Derewno. W 1921 Wysoka Górka liczyła 13 mieszkańców, zamieszkałych w 3 budynkach, w tym 8 Białorusinów i 5 Polaków. 8 mieszkańców było wyznania prawosławnego i 5 rzymskokatolickiego. Czarna zaś liczyła 12 mieszkańców, zamieszkałych w 2 budynkach, wyłącznie Polaków wyznania rzymskokatolickiego.
Po II wojnie światowej w granicach Związku Radzieckiego. Od 1991 w niepodległej Białorusi.